# Biełaruś-2
Biełaruś-2 (Беларусь-2) – białoruska stacja telewizyjna, dzieląca swoje nadawanie z oddziałami regionalnymi Telekompanii Białoruś. Dyrektorem stacji jest Siarhiej Alaksandrawicz Kuchto. Do 13 listopada 2011 kanał nazywał się ŁAD (ЛАД).